# قنطيون شفاف
قنطيون شفاف (الاسم العلمي:Canthium lucidum) هو نوع من النباتات يتبع جنس القنطيون من الفصيلة الفوية.